# Вероучение и религиозная деятельность амишей
Вероучение амишей основывается на определённом, достаточно буквальном и строгом, толковании Библии. Амиши ждут Второго Пришествия Иисуса Христа и Его тысячелетнего царствования («Хилиазм»). Основные положения вероучения амишей заключены в «Декларации главных положений нашей общей христианской веры» (1632). Членство в Церкви амишей начинается с крещения по вере (кредобаптизма), которое обычно совершается в возрасте от 16 до 25 лет. Осознанное крещение по вере у амишей — это также необходимое условие для вступления в брак; и после того, как человек приобщается к церкви, он может вступать в брак только с единоверцами. Большинство амишей не строят храмов и других культовых сооружений, собрания и богослужения проводятся на дому у членов конгрегации (местной общины) по очереди.

## Религиозные практики

### Конгрегации и округа
Большинство конгрегаций амишей старого обряда не строят храмов, а проводят богослужение в частных домах. Соответственно, их иногда называют «домашние амиши» (англ. House Amish). Эта практика основана на следующем стихе Нового Завета: «Бог, сотворивший мир и всё, что в нём, Он, будучи Господом неба и земли, не в рукотворных храмах живёт». Кроме того, ранние анабаптисты, от которых и произошли амиши, были гонимы и преследовались за веру; по этой причине они не могли создавать свои храмы, им было безопаснее молиться дома.
В отличие от церковных конгрегаций евангелистов, харизматов и баптистов, членом которых может стать любой человек, если он придёт и пожелает остаться и вступить, — членство в амишских конгрегациях связано с местом жительства. Члены одной конгрегации амишей — это, как правило, соседи, чьи дома и земельные участки примыкают друг к другу и находятся в пределах определённой территориальной границы конгрегации. Каждая конгрегация состоит из 25—30 соседних ферм или родственных семей, каждая из которых может быть членом только одной конгрегации, в пределах территории которой они постоянно проживают. Здесь не принято переходить из одной церкви в другую, как в современных протестантских церквях; предполагаются долгосрочные отношения. Поскольку долгосрочные добрососедские отношения, часто даже наследственное членство на протяжении многих поколений, являются нормой, последствия этого оказывают значительное влияние на человеческие взаимоотношения.
Конгрегации собираются через каждые две недели в воскресенье на целый день на семейной ферме одного из членов. Каждый член общины по очереди должен быть хозяином, принимающим у себя других; таким образом, за год каждая семья успевает побыть принимающей стороной. Эта практика основана на следующем положении библейского учения: «Не будем оставлять собрания своего, как есть у некоторых обычай; но будем увещевать [друг друга], и тем более, чем более усматриваете приближение дня оного».
Конгрегация владеет общей собственностью, используемой для собраний: столы, стулья и повозки для транспортировки их с одной фермы на другую каждую вторую неделю. В промежуточные недели, есть время в воскресенье для семьи, соседей и друзей в пределах конгрегации и за её пределами.
Руководство конгрегацией осуществляет один из членов, служащий епископом, другой является диаконом, и ещё один — секретарём. Руководство каждой конгрегации со временем начинает отличаться от других; в разных общинах амишей могут немного отличаться друг от друга толкования учения (доктрины); могут быть разные предписания насчёт одежды, протокола, повседневных дел.

### Смирение
Есть две ключевые концепции для понимания амишских практик: отвержение «Hochmut» (гордости, гордыни, высокомерия, заносчивости, надменности) и высокая ценность «Demut» — смирения, покорности и «Gelassenheit» — спокойствия, самообладания, безмятежности, которые часто переводятся (интерпретируются) как покорность, послушание и «будь что будет». Всё-таки нем. gelassenheit — спокойствие, хладнокровие, невозмутимость — лучше понимать как нежелание обязательно быть первым во всём, хвалить и выказывать себя. Готовность амишей покоряться «воле Бога», выраженная в групповой норме поведения, не согласуется с ценностями индивидуализма, которые занимают центральное место в американской массовой культуре. Анти-индивидуалистическая (коллективистская) ориентация амишей стала мотивом для отказа от трудосберегающих технологий, которые делают отдельного человека менее зависимым от общины и общества. Современные инновации вроде электричества — могут вызвать соперничество между людьми за обладание статусными товарами; а фотография может культивировать личное тщеславие.

### Отделение от мира
Отделение от остального общества им нужно для того, чтобы быть «родом избранным, царственным священством, народом святым… народом Божьим», быть теми, кому заповедано «не любить мира, ни того, что в мире» и не быть теми, кто «сообразуется с веком нынешним или с миром сим». Ибо «дружба с миром есть вражда против Бога».
Озабоченные как влиянием как длительного отсутствия на жизнь семьи, так и минимизацией контактов с посторонними, многие амиши старого обряда предпочитают работу на дому. Но постоянно растущие цены на сельскохозяйственную землю и снижающиеся прибыли от низкотехнологичного фермерства заставили многих амишей уйти с ферм в другую деятельность, особенно в строительство и в обрабатывающую промышленность, а в местах, посещаемых туристами — в изготовление и продажу ремесленных изделий. Амиши испытывают двойственные чувства по поводу этих контактов и превращения их культуры в товар массового спроса.
Декоративное искусство не играет большой роли в традиционном образе жизни амишей, и воспринимается ими с подозрением — как дело, вводящее во грех, легко могущее вызвать самовлюблённость и тщеславие. Но при этом, амишское искусство декоративного узора на стёганом полотне — это подлинное культурное наследие.
Стили жизни в разных общинах амишей различаются; иногда они различаются и внутри одной общины. Эти различия могут быть как фундаментальными, так и совершенно незначительными. Среди амишей Бичи, некоторые более консервативные конгрегации разрешают использовать автомобили, но могут требовать, чтобы автомобили были чёрного цвета. В некоторых общинах амишей старого обряда могут быть различные правила насчёт того, какие подтяжки должны быть у мужских брюк на подтяжках, сколько складок должна иметь дамская шляпа (англ. bonnet) и можно ли вообще женщинам носить шляпы, или же только платки либо чепчики.
Несмотря на различия, допускаются браки между членами различных амишских групп, конгрегаций и церковных округов, что позволяет избежать проблем генетически закрытых, изолированных популяций. Небольшие разногласия между общинами, или между церковными округами, например, насчёт допустимого технического оборудования маслобоен или использования телефона на рабочем месте/в мастерской могут в разной степени разделять или не разделять общины и церкви.
Наиболее строгие группы амиши старого обряда — это «Амиши Небраски», «Амиши Троера», и «Шварцентруберовские амиши».
Большинство амишей старого обряда дома говорят на пенсильванском диалекте немецкого языка, за исключением нескольких областей на Среднем Западе, где могут использоваться различные швейцарские диалекты немецкого. В местах проживания амишей Бичи, нормой является использование английского языка для церковного богослужения, но некоторые семьи продолжают дома говорить на пенсильванском или швейцарском диалекте немецкого.

### Практика избегания
Члены церкви, нарушающие правила поведения, могут быть вызваны на исповедь перед конгрегацией. Те, кто не исправляется, подлежат отлучению. Отлучённые члены избегаются другими для того, чтобы им стало стыдно и чтобы они вернулись в церковь. Члены церкви могут разговаривать, взаимодействовать с избегаемым и даже помогать ему, но не должны ничего принимать из его рук — будь то рукопожатие, подарки или деньги в оплату за что-либо; так же нельзя принимать какую-либо помощь или услугу напрямую от заблудшей личности, например, предложение проехаться на его автомобиле. Некоторые общины в прошлом веке раскололись именно по вопросу о применении практики «Meidung». Эта дисциплинарная мера рекомендуется епископом после длительного процесса индивидуальной работы с нарушителем и должна быть единогласно одобрена конгрегацией. Отлучённые члены могут быть приняты обратно, если они вернутся и признаются в содеянных грехах.

## Религиозные обряды и ритуалы
Амиши старого обряда обычно проводят богослужения каждое второе воскресенье в частных домах. В те воскресенья, когда богослужений нет (Воскресенья дружбы), амиши отдыхают и навещают друзей. Меньшинство старообрядческих конгрегаций могут устраивать так же «воскресную школу» в другое воскресенье. Типичный церковный округ состоит из 80 взрослых членов и 90 детей и подростков (младше 19).

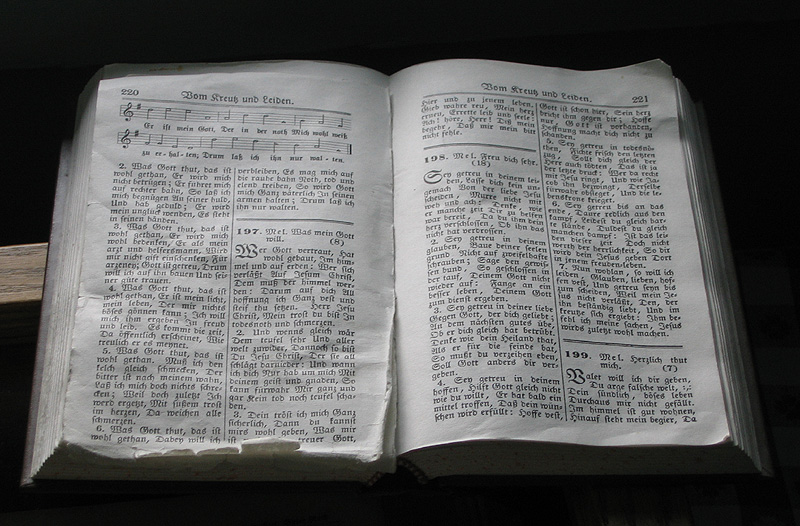
Сборник гимнов амишей

Богослужение начинается с короткой проповеди одного из нескольких проповедников, или даже самого епископа церковного округа, за котором следует чтение Священного Писания и молитва (в некоторых конгрегациях — молчаливая внутренняя молитва), а потом — другая проповедь, более длинная. Некоторое разнообразие в службу вносит пение гимнов — без инструментального аккомпанемента или гармонии. Так сделано, чтобы слушающий сосредотачивался на том, что именно сказано, а не на том, как это сказано. Многие общины используют древний сборник церковных гимнов, известный как «Аусбунд» (нем. Ausbund). Гимны, содержащиеся в «Аусбунде», в основном были написаны на ранневерхненемецком языке, предшественнике современного стандартного немецкого. Пение гимнов обычно очень медленное, исполнение одного гимна может длиться до 15 минут или даже дольше. В службах амишей старого обряда, Священное Писание читают или повторяют по памяти в немецком переводе Мартина Лютера. После богослужения обычно следует ленч и общение. Язык, на котором проводится служба — смесь стандартного (или «библейского») немецкого и пенсильванского диалекта.
Амишские священники и диаконы выбираются большинством из группы людей, выдвинутых конгрегацией. Обоснованием такой практики послужил эпизод из «Деяний Святых Апостолов» об избрании Матвея двенадцатым апостолом вместо отпавшего предателя Иуды. Избранные на священнослужение обычно служат всю оставшуюся жизнь, и часто не имеют формального богословского образования. Епископы амишей таким же образом избираются большинством из тех, кто был избран в проповедники.
Амиши старого обряда не допускают работы по воскресеньям, кроме ухода за животными. Некоторые конгрегации могут запрещать делать покупки или обменивать деньги в воскресенье. В других конгрегациях нельзя по воскресеньям использовать моторный транспорт и другую мототехнику, кроме как в чрезвычайных ситуациях.

### Евхаристия (Святое Причастие)

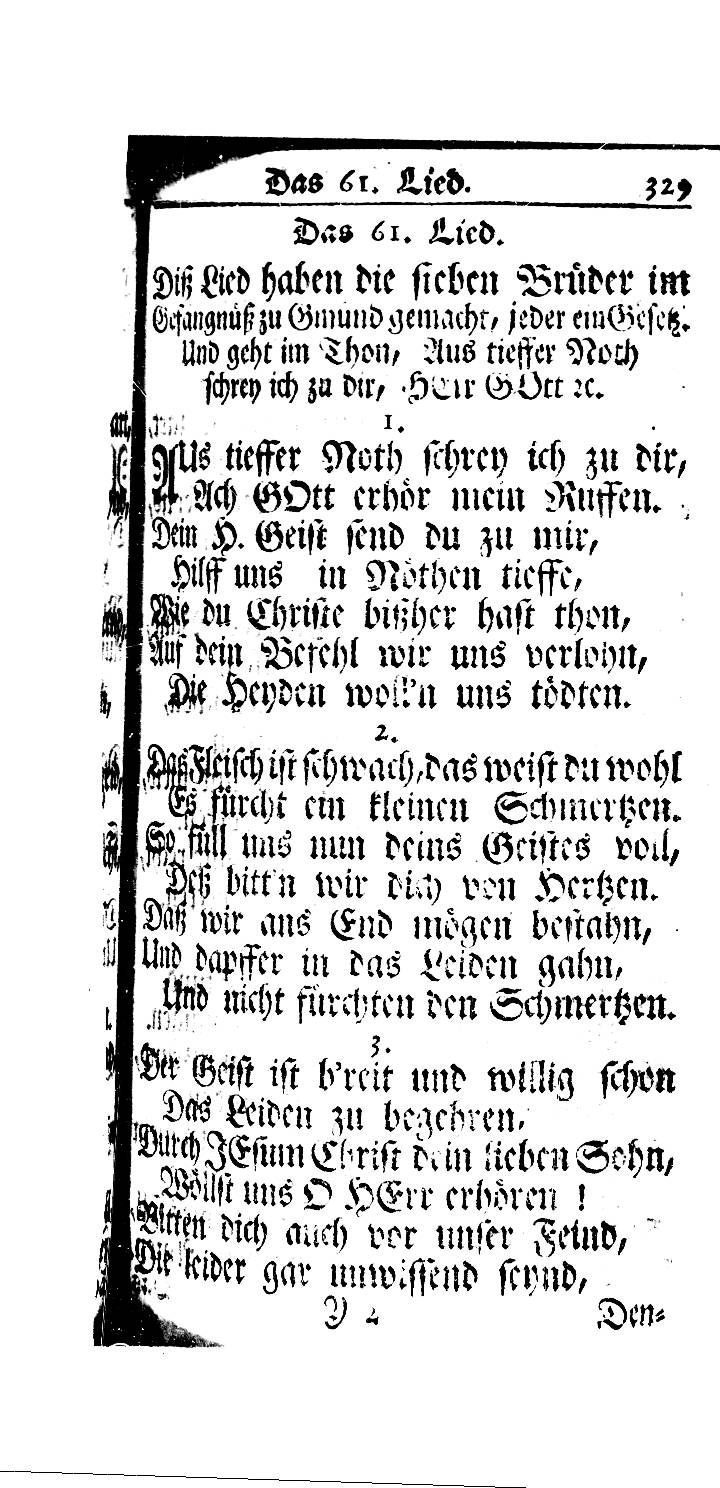
Страница из "Аусбунда " 1742 г. издания. «Аусбунд», стандартный сборник религиозных гимнов амишей, был впервые опубликован в 1564. В «Аусбунде» представлен текст, но не мелодия; использовались мелодии других песен, популярных во времена появления этой книги. Гимны исполняют без музыкальных инструментов и в крайне медленном темпе, до 15 мин. один гимн.

Обычно, амиши проводят Евхаристию весной и осенью, и не обязательно во время обычных церковных служб. Это открыто только для крещённых. На обычных службах, мужчины и женщины сидят раздельно. Ритуал заканчивается омовением и вытиранием ног друг другу.

### Крещение и членство в Церкви амишей
Практика крещения по вере (англ. believer's baptism) для амишей является вступлением в члены церкви. Они, как и другие анабаптисты, не принимают крещения младенцев без их осознанного выбора и согласия. От их детей ожидается следование воле родителей в любых случаях, но только когда они достигают определённого возраста, они должны добровольно и сознательно принять на себя вполне взрослые и вечные обязательства перед Богом и общиной. 
Кандидатам (крещаемым) задаются три вопроса:
1. Можешь ли ты отвергнуть дьявола, мир и свою собственную плоть и кровь?
2. Можешь ли ты вручить всего себя Христу и Его Церкви, и оставаться верным во всей жизни и в смерти?
3. И [также принять] все порядки («Орднунг») Церкви, в соответствии со словом Господним, быть покорным и послушным Церкви и всячески помогать ей?[17]

Обычно диакон черпает воду из бадьи и льёт её в сложенные чашей руки епископа, которые разбрызгивает эту воду над головой крещаемого. Затем епископ благословляет молодых людей и приветствует их в лоне Церкви святым поцелуем (англ. holy kiss). Жена епископа таким же образом благословляет и приветствует молодых девушек и женщин.
Крещение — это неизменный обет служения церкви и следования «Орднунгу» — установленному в церкви порядку и правилам жизни. Девушки обычно вступают в члены церкви в более раннем возрасте, нежели юноши. Примерно за пять-шесть месяцев до совершения обряда, с кандидатами проводятся занятия, на которых им разъясняют суть принимаемой ими веры и все последствия крещения. В субботу перед днём крещения, кандидатам предоставляется последняя возможность отказаться. Им ещё раз объясняют, насколько трудно будет идти этим «узким путём» (библ. «вратами тесными»), а также дают понять, что лучше совсем не давать обетов, нежели дать, а потом нарушить.
Членство воспринимается серьёзно. Те, кто вступили в церковь, а потом покинули её — будут избегаемы членами своей бывшей конгрегации и даже своими семьями. В то время как те, кто выбрал не креститься, не вступать в члены церкви — избеганию не подвергаются и сохраняют прежнюю свободу отношений с семьёй и друзьями.
Рост численности Церкви амишей происходит, в основном, за их счёт многодетных семей, большинство из детей которых остаются частью общины. Амиши старого обряда, как правило, не занимаются миссионерством. Обращение в амишскую веру [людей со стороны] редко, но всё же случается, как это было, например, с Давидом Люти (англ. David Luthy).

### Панихида

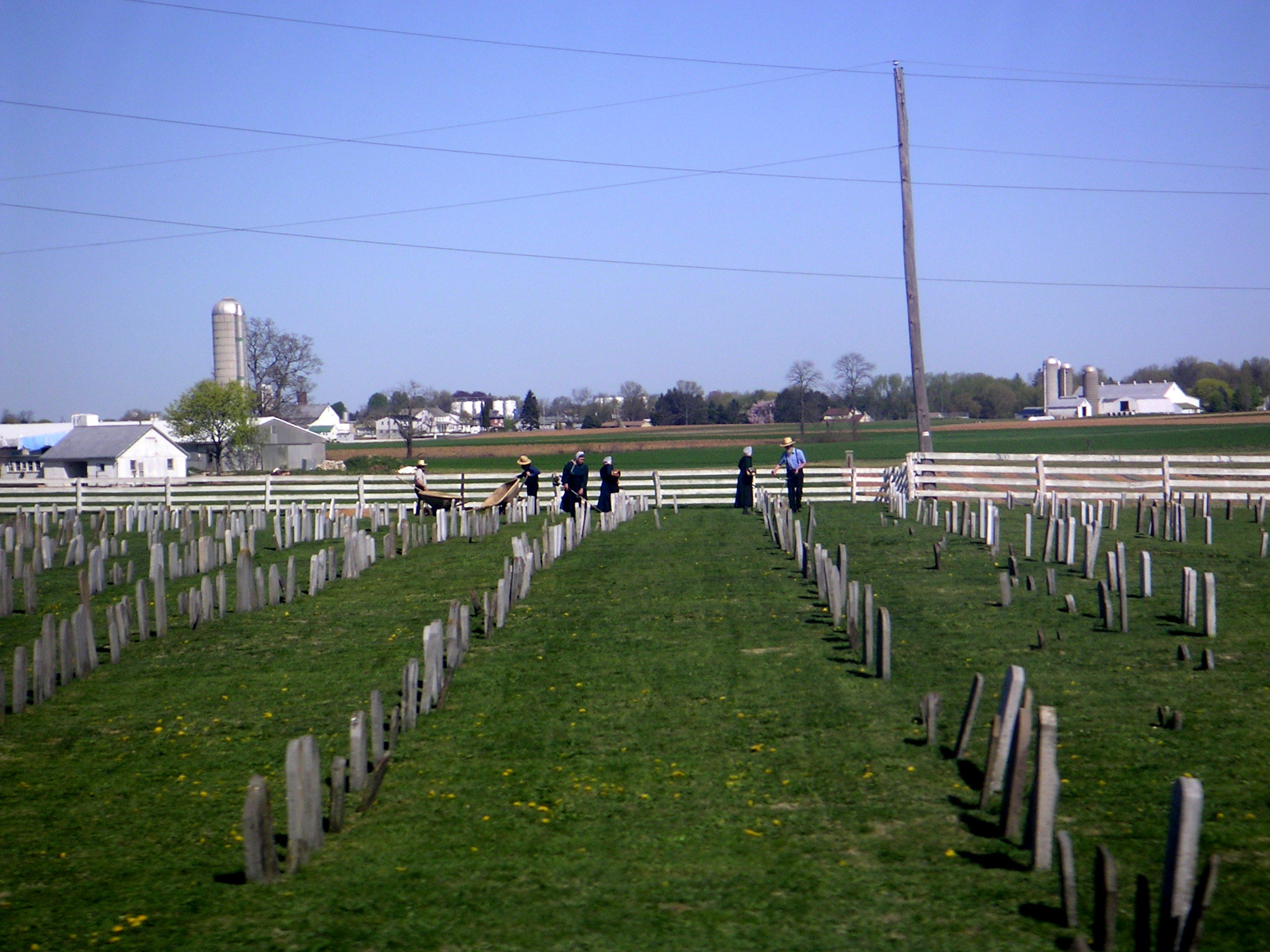
Современное кладбище амишей в 2006 г. Надгробные камни маленькие и плоские

Амиши предпочитают проводить панихиду и другие погребальные обряды в доме покойного, нежели в похоронном бюро. Вместо обращений к покойному и историям из его жизни, и восхваления его, заупокойная служба амишей фокусируется на истории сотворения и библейском обещанном Воскресении. В графстве Адамс штата Индиана и в графстве Аллен того же штата, амиши старого обряда используют только деревянные надгробные знаки, которые со временем разлагаются и исчезают. То же самое верно и для других, меньших, общин, чьи корни происходят из этих двух мест.
После панихиды, катафалк доставляет гроб на кладбище, где над ним будут прочитаны отрывки из Библии; возможно, будет прочитан (скорее прочитан, нежели спет) религиозный гимн и «Отче наш». Амиши обычно, но не всегда, создают свои отдельные кладбища и покупают надгробные камни заранее целыми партиями: так, чтобы они были единообразными, скромными и плоскими. В недавние годы, амиши стали писать надмогильные надписи на английском. Тела покойных, как мужчин, так и женщин, одевают в белые одежды (одевают их члены семьи одного с ними пола). На женщину, кроме того, надевают белую накидку и передник от её свадебного платья. После похорон, община собирается на совместную трапезу.